# Canon d'arrière-bras

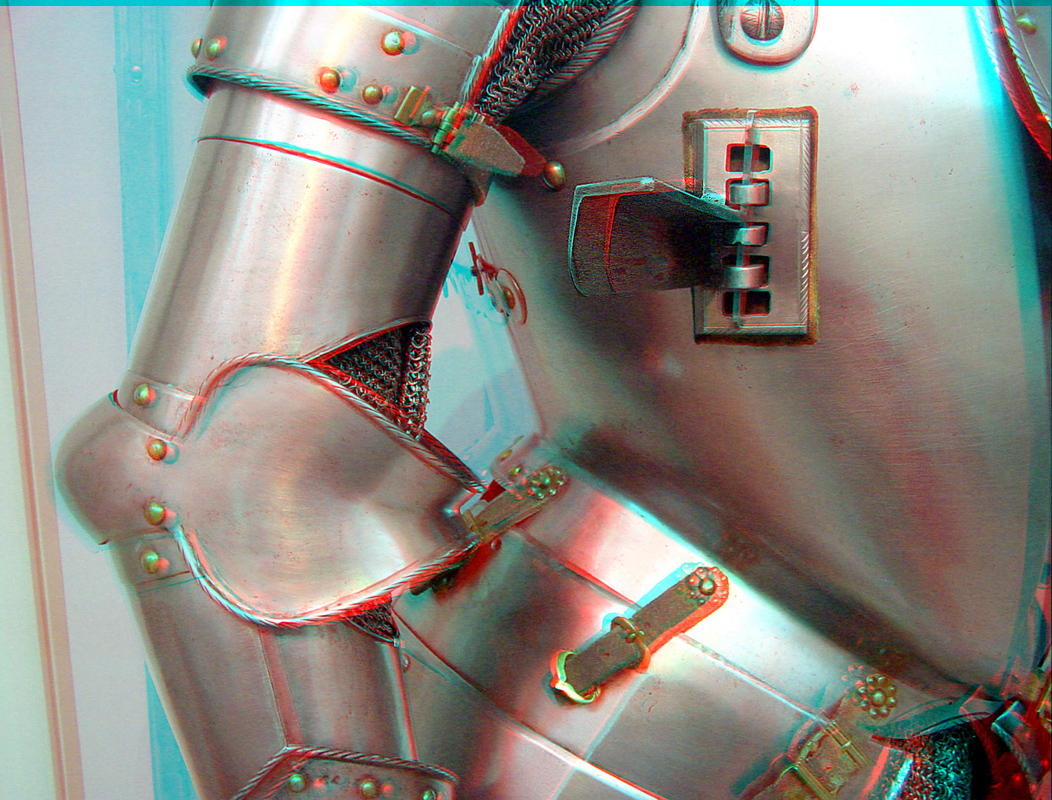
Image montrant le canon d'arrière-bras, qui s'articule avec le canon d'avant-bras grâce à la cubitière. On aperçoit en haut de l'image la séparation entre la partie fixe et la partie mobile du brassard d'arrière-bras.

Le canon d'arrière-bras ou brassard d'arrière-bras est une pièce constitutive de l'armure. Il est relié au canon d'avant-bras (ou brassard d'avant-bras) par la cubitière (coude), et à la cuirasse par la spalière (épaule).

## Fonctionnement, en liaison avec la cubitière
Le but de la cubitière est de permettre au bras de se plier. Mais il faut aussi que celui-ci puisse tourner sur lui-même. Pour cela, le brassard (ou « canon ») d'« arrière-bras » est constitué en réalité de deux parties, l'une fixe, et l'autre mobile, dont la bordure fait saillie pour entrer dans la gorge dont est équipée la partie fixe, ce qui solidarise les deux pièces tout en permettant la rotation du bras.